# Юлия Мамея
Юлия Авита Мамея е римска императрица, майка на император Александър Север.

## Живот
Тя е втората дъщеря на знатната римлянка от сирийско-арабски произход Юлия Меса и сирийския благородник Юлий Авит. Сестра е на Юлия Соемия. Племенница е на императрица Юлия Домна и император Септимий Север. Родена е и израснала в Емеса (дн. Хомс, Сирия).
Първият съпруг на Юлия е бивш консул (чието име е неизвестно), който умира. След смъртта му Юлия се омъжва за сирийския промагистрат Марк Юлий Гесий Марциан. Юлия дарява на Марциан две деца, дъщеря на име Теодора, за която е известно много малко, и син, Марк Юлий Гесий Басиан Алексиан, по-късно известен като Александър Север. За разлика от сестра си, Юлия Мамея има репутацията на добродетелна жена, чието име никога не е замесвано в скандали.